# Preptos corax
Preptos corax är en fjärilsart som beskrevs av Druce 1893. Preptos corax ingår i släktet Preptos och familjen Eupterotidae. Inga underarter finns listade i Catalogue of Life.